# ムナジロゴジュウカラ
ムナジロゴジュウカラ（胸白五十雀、学名：Sitta carolinensis）は、スズメ目ゴジュウカラ科に分類される鳥類の一種。

## 分布
- 北アメリカ

## 形態
全長15cm。顔から胸、腹にかけては白く、背面は青みがかった黒色をしている。嘴はやや上に反っている。

## 生態
森林に生息し、昆虫や木の実などを食べる。